# FK TSC Bačka Topola
Maillots
Le Fudbalski Klub TSC Bačka Topola (en serbe : Фудбалски клуб ТСЦ Бачка Топола, et en hongrois : Topolyai Sport Club), plus couramment abrégé en TSC Bačka Topola, est un club serbe de football fondé en 1913 et basé dans la ville de Bačka Topola. La ville situé dans le nord de la Serbie comporte une forte proportion de population hongroise.
Le club joue en première division serbe depuis 2019 et son titre de champion de deuxième division.

## Histoire

### Genèse
En 1913, le club est fondé sous le nom de Topolyai Sport Club dans la ville de Bačka Topola qui fait alors partie du royaume de Hongrie qui fait lui même partie de l'empire de Autriche-Hongrie. Peu de temps après la Première Guerre mondiale commence et à l'issue de celle-ci le club de la région de Bačka rejoint le royaume des Serbes, Croates et Slovènes qui sera renommé en 1929 en royaume de Yougoslavie.

### Ascension jusqu'à la première division (2015-2019)
Lors de la saison 2015-2016, le club termine à la deuxième place en troisième division dans le groupe de Voïvodine. La saison suivante malgré sa troisième place le club est promu en deuxième division, car les clubs aux deux premières division ont refusé la promotion.
Pour son retour en deuxième division lors de la saison 2017-2018 le club de Bačka Topola termine à la 4e place.
Le 28 septembre 2018, une nouvelle académie de football a été inauguré à Bačka Topola pour le club. Cette inauguration a été réalisée en compagnie du premier ministre hongrois, Viktor Orbán. En effet, l'équipement sportif a été financé à hauteur de 9.5 millions d'euros par le gouvernement hongrois qui souhaite s'attacher les faveurs de la minorité hongroise qui est très présente à Bačka Topola,.
Le TSC Bačka Topola est sacré champion de deuxième division à l'issue de la saison 2018-2019.

### Début en première division (depuis 2019)
Le club joue en première division serbe depuis 2019. Cette première saison dans l'élite serbe se conclut par une quatrième place synonyme de qualification pour la Ligue Europa 2020-2021. Pour son premier match en Ligue Europa, le club élimine le CS Petrocub Hîncești et se qualifie pour le tour suivant durant lequel le club affronte le Steaua Bucarest à domicile. Ce match se termine sur le score de six partout et le club est éliminé aux tirs au but. Les locaux ont terminé les prolongations à 9 et ont réussi à faire trembler le Steaua Bucarest.
Pour sa deuxième saison en première division, lors de la saison 2020-2021, le club termine à la 5e place et échoue de se qualifier pour une coupe d'Europe. Le club est également éliminé en quart de finale de la Coupe de Serbie lors de la séance de tir aux buts contre le Radnik Surdulica.

## Bilan sportif

### Palmarès
| Compétitions nationales |
| --- |
| - Championnat de Serbie : - Vice-champion : 2022-2023. - Championnat de Serbie de deuxième division (1) : - Champion : 2018-2019. |

### Bilan par saison
| Saison    | Championnat      | Championnat | Championnat | Championnat | Championnat | Championnat | Championnat | Championnat | Championnat | Championnat | Coupe de Serbie     |
| Saison    | Division         | Pos         | Pts         | J           | V           | N           | D           | BP          | BC          | Diff        | Coupe de Serbie     |
| --------- | ---------------- | ----------- | ----------- | ----------- | ----------- | ----------- | ----------- | ----------- | ----------- | ----------- | ------------------- |
| 2008-2009 | 4e Voïvodine-Est | 4e          | 58          | 34          | 15          | 13          | 6           | 55          | 29          | +26         | —                   |
| 2009-2010 | 4e Voïvodine-Est | 4e          | 58          | 34          | 17          | 7           | 10          | 47          | 30          | +17         | —                   |
| 2010-2011 | 4e Voïvodine-Est | 2e          | 61          | 34          | 19          | 4           | 7           | 50          | 22          | +28         | —                   |
| 2011-2012 | 3e Voïvodine     | 10e         | 37          | 28          | 10          | 7           | 11          | 23          | 26          | -3          | —                   |
| 2012-2013 | 3e Voïvodine     | 16e         | 27          | 30          | 6           | 9           | 15          | 23          | 37          | -14         | —                   |
| 2013-2014 | 4e Voïvodine-Est | 2e          | 55          | 30          | 17          | 4           | 9           | 53          | 29          | +24         | —                   |
| 2014-2015 | 4e Bačka         | 1er         | 75          | 30          | 23          | 6           | 1           | 72          | 20          | +52         | —                   |
| 2015-2016 | 3e Voïvodine     | 2e          | 51          | 30          | 13          | 12          | 5           | 29          | 16          | +13         | —                   |
| 2016-2017 | 3e Voïvodine     | 3e          | 46          | 28          | 13          | 7           | 8           | 38          | 24          | +14         | —                   |
| 2017-2018 | 2e               | 4e          | 54          | 30          | 15          | 9           | 6           | 49          | 22          | +27         | —                   |
| 2018-2019 | 2e               | 1er         | 87          | 37          | 26          | 9           | 2           | 80          | 27          | +53         | Huitièmes de finale |
| 2019-2020 | 1re              | 4e          | 59          | 30          | 17          | 8           | 5           | 59          | 34          | +25         | Huitièmes de finale |
| 2020-2021 | 1re              | 5e          | 58          | 38          | 17          | 7           | 14          | 68          | 50          | +18         | Quarts de finale    |
| 2021-2022 | 1re              | 6e          | 48          | 37          | 13          | 9           | 15          | 51          | 56          | -5          | Quarts de finale    |
| 2022-2023 | 1re              | 2e          | 75          | 37          | 22          | 9           | 6           | 66          | 32          | +34         | Demi-finales        |

Légende
- Vainqueur de la compétition.
- Finaliste ou vice-champion de la compétition.
- Troisième de la compétition.
- Promotion en division supérieure.
- Relégation en division inférieure.

### Bilan européen
Note : dans les résultats ci-dessous, le score du club est toujours donné en premier
| Saison    | Compétition         | Tour             | Club                  | Domicile | Extérieur | Total             |
| --------- | ------------------- | ---------------- | --------------------- | -------- | --------- | ----------------- |
| 2020-2021 | Ligue Europa        | Premier tour Q   | Petrocub Hîncești     | N/A      | 2 - 0     | 2 - 0             |
| 2020-2021 | Ligue Europa        | Deuxième tour Q  | Steaua Bucarest       | 6 - 6 ap | N/A       | 6 - 6 (4 - 5 tab) |
| 2023-2024 | Ligue des champions | Troisième tour Q | SC Braga              | 1 - 4    | 0 - 3     | 1 - 7             |
| 2023-2024 | Ligue Europa        | Groupe A         | West Ham United       | 0 - 1    | 1 - 3     | Quatrième         |
| 2023-2024 | Ligue Europa        | Groupe A         | Olympiakós            | 2 - 2    | 2 - 5     | Quatrième         |
| 2023-2024 | Ligue Europa        | Groupe A         | SC Fribourg           | 1 - 3    | 0 - 5     | Quatrième         |
| 2024-2025 | Ligue Europa        | Barrages Q       | Maccabi Tel-Aviv      | 1 - 5    | 0 - 3     | 1 - 8             |
| 2024-2025 | Ligue Conférence    | Phase de ligue   | FK Astana             | N/A      | 0 - 1     | 24e               |
| 2024-2025 | Ligue Conférence    | Phase de ligue   | Legia Varsovie        | 0 - 3    | N/A       | 24e               |
| 2024-2025 | Ligue Conférence    | Phase de ligue   | FC Lugano             | 4 - 1    | N/A       | 24e               |
| 2024-2025 | Ligue Conférence    | Phase de ligue   | FC Saint-Gall         | N/A      | 2 - 2     | 24e               |
| 2024-2025 | Ligue Conférence    | Phase de ligue   | KAA La Gantoise       | N/A      | 0 - 3     | 24e               |
| 2024-2025 | Ligue Conférence    | Phase de ligue   | FC Noah               | 4 - 3    | N/A       | 24e               |
| 2024-2025 | Ligue Conférence    | Barrages         | Jagiellonia Białystok | 1 - 3    | 1 - 3     | 2 - 6             |

Légende
- Victoire ou qualification pour le tour suivant
- Match nul
- Défaite ou élimination de la compétition

## Personnalités du club

### Présidents du club
- / Szabolcs Palágyi

### Entraîneurs du club
- / Zoltán Szabó (août 2018-décembre 2020)
- Mladen Krstajić (depuis janvier 2021)

## Image et identité

### Logo

Différents logo duTSC Backa Topola
Logo actuel

## Galerie

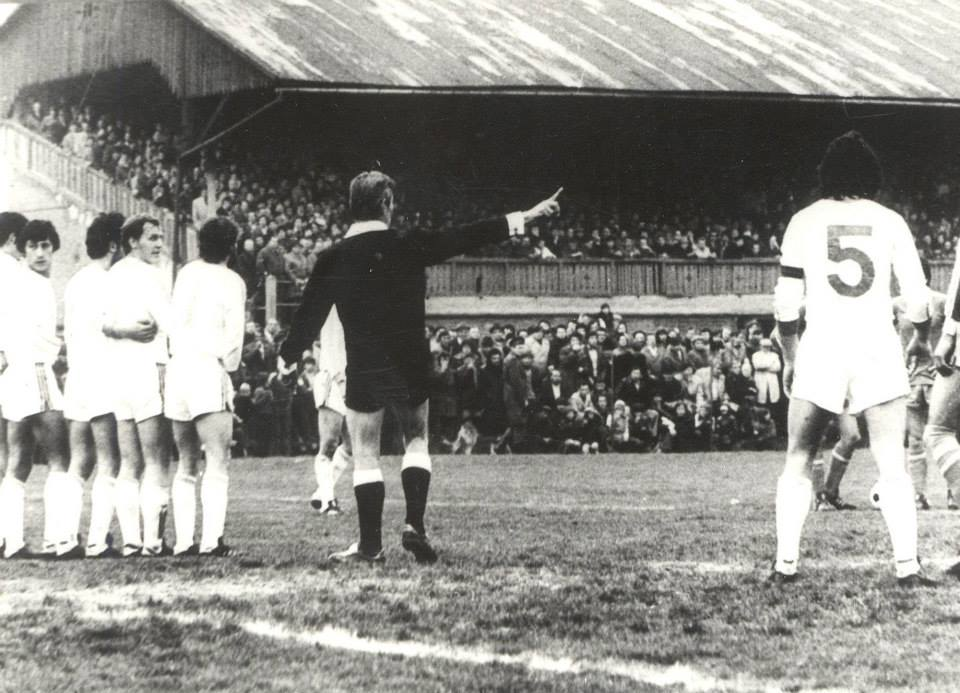
Jour de derby à Subotica contre le Bačka 1901 en D3 yougoslave (années 1970)
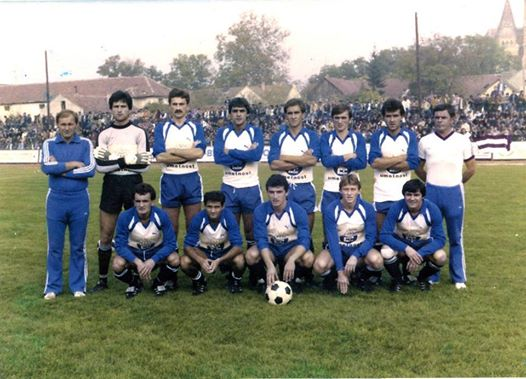
L'AIK Bačka Topola en 1986